# Astragalus cisoxanus
Astragalus cisoxanus är en ärtväxtart som beskrevs av Dieter Podlech. Astragalus cisoxanus ingår i släktet vedlar, och familjen ärtväxter. Inga underarter finns listade i Catalogue of Life.